# Henryk III (książę Meklemburgii)
Henryk III (ur. ok. 1337 r., zm. 24 kwietnia 1383 r. w Schwerinie) – książę Meklemburgii-Schwerin od 1379 r. 

## Życiorys
Henryk był synem księcia Meklemburgii-Schwerin Albrechta II i Eufemii, córki księcia Sudermanii Eryka Magnussona ze szwedzkiego rodu królewskiego Folkungów. W 1371 r. ojciec Henryka i król duński Waldemar Atterdag zawarli układ o zapewnieniu następstwa duńskiego tronu synowi Henryka Albrechtowi (żoną Henryka była córka króla Waldemara, Ingeborga, zatem jego syn był wnukiem królewskim – tymczasem sam Waldemar nie miał męskich potomków). Plan ten jednak nie został zrealizowany.
W 1379 r. objął dziedzictwo po zmarłym ojcu. Zmarł wskutek obrażeń doznanych podczas upadku na turnieju w Wismarze.

## Rodzina
Pierwszą żoną Henryka była królewna duńska Ingeborga (1347–ok. 1370), córka króla Danii Waldemara IV Atterdaga. Ze związku tego pochodził syn i trzy córki:
- Albrecht IV (1360?–1387/1388), książę Meklemburgii-Schwerin (wraz ze swymi stryjami i kuzynami),
- Eufemia (ok. 1363–1400), żona księcia Werle Jana V,
- Maria (1363–1402), żona księcia słupskiego Warcisława VII,
- Ingeborga (1368–1408), ksieni klasztoru klarysek w Ribnitz.

Drugą żoną Henryka, poślubioną w 1377 r., była Matylda, córka księcia Werle Bernarda II. To małżeństwo było bezdzietne.